# Studentul cerșetor

Caricatură din foaia satirică Kikeriki (Cucurigu), după succesul operetei Studentul cerșetor la scurt timp după premiera sa

 Studentul cerșetor  (titlul original: în germană Der Bettelstudent) este o operetă în trei acte compusă de Carl Millöcker,
al cărui libret a fost scris de Friedrich Zell și Richard Genée, după Les Noces de Fernande (Nunta lui Fernande) de Victorien Sardou, premiera având loc la data de 6 decembrie 1882, la „Theater an der Wien“ în Viena.
În România, opereta s-a prezentat pentru prima dată la 31 octombrie 1885. la Teatrul Național din București.

## Personaje
- Palmatica, contesa Novalska (alto)
- Laura, fiica sa (soprană)
- Bronislava, sora Laurei (subretă)
- Simon Rimanovici, un student sărac (tenor)
- Jan Janicki, un presupus student (tenor)
- colonelul Ollendorf, guvernatorul Cracoviei (bas[1])
- contele Bogumil Malachovski, vărul Palmaticăi (bass)
- Eva, soția acestuia (alto sau mezzo-soprană)
- maiorul von Wangenheim (bariton)
- căpitanul de cavalerie von Henrici (bariton)
- locotenentul von Schweinitz (bariton)
- locotenentul von Rochow (bariton)
- stegarul von Richthofen (bariton)
- Enterich, un invalid saxon și paznic al temniței (tenor-buffo)
- Piffke, portar al cetății (tenor)
- Puffke, Gefängniswärter (bas)
- Onuphrie, servitorul Palmaticăi (bariton)
- Rej, un hangiu (tenor)
- Primarul Cracoviei (rol parlando)
- Waclaw, prizonier (rol parlando)
- o femeie (rol parlando)
- nobili, oficiali, cetățeni și săteni, comercianți, târgoveți, soldați, stegari, paji, servitori, copii, deținuți, fete, nuntași, polonezi înarmați (cor și balet)

## Conținut

### Actul 1
Colonelul Ollendorf caută să se răzbune pe Laura Nowalska, care l-a respins, jignită de avansurile sale. Mama Laurei declară că doar un polonez de origine nobilă îi poate fi ginere. El îi angajează pe un student aparent fără bani și pe prietenul său (Symon și Janicki) pentru a se prezenta drept un milionar și adjunctul său, pentru a impresiona respectabila familie Nowalska, aflată în pragul falimentului. Laura acceptă să se căsătorească cu Symon, iar Janicki se îndrăgostește de sora Laurei.

### Actul 2
Banii pe care colonelul i-a furnizat lui Symon aproape au dispărut și el nu mai este capabil să păstreze aparența de noblețe. El și Laura au dezvoltat sentimente autentice unul pentru celălalt și el se luptă cu decizia de a-i spune adevărul. El scrie o scrisoare în care mărturisește șiretlicul. Colonelul simte că scrisoarea va pune capăt complotului și o convinge pe mama Laurei să nu o deschidă. Când ceremonia de căsătorie se încheie, colonelul dezvăluie adevărul despre Symon, care este ulterior alungat din palat.

### Actul 3
Symon se gândește să se sinucidă, când prietenul său Janicki dezvăluie că este un ofițer polonez și face parte dintr-un grup de patrioți care plănuiesc să captureze cetatea și să-l reinstaleze pe regele Stanislaus. Guvernatorul general descoperă că Janicki știe unde se află marele duce polonez și îl mituiește cu 200.000 de taleri pentru a le dezvălui austriecilor locația sa. Janicki îi cere lui Symon să-l prezinte drept marele duce până când banii pentru capturarea lui vor fi plătiți. Complotul reușește. Drept răsplată, este numit cavaler de regele Stanislaus și acceptat de soția și soacra sa.